# (400382) 2007 YA32
(400382) 2007 YA32 es un asteroide perteneciente a asteroides que cruzan la órbita de Marte descubierto el 30 de diciembre de 2007 por el equipo del Lincoln Near-Earth Asteroid Research desde el Laboratorio Lincoln, Socorro, Nuevo México, Estados Unidos.

## Designación y nombre
Designado provisionalmente como 2007 YA32.

## Características orbitales
2007 YA32 pertenece al Grupo de Hungaria, está situado a una distancia media del Sol de 1,903 ua, pudiendo alejarse hasta 2,144 ua y acercarse hasta 1,662 ua. Su excentricidad es 0,126 y la inclinación orbital 24,06 grados. Emplea 959,302 días en completar una órbita alrededor del Sol.

## Características físicas
La magnitud absoluta de 2007 YA32 es 17,7. 